# فرودگاه شهری گرنادا
فرودگاه شهری گرنادا (به انگلیسی: Grenada Municipal Airport) یک فرودگاه همگانی بهره‌برداری هوایی است که یک باند فرود آسفالت دارد و طول باند آن ۲۱۳۴ متر است. این فرودگاه در کشور ایالات متحده آمریکا قرار دارد و در ارتفاع ۶۳ متری از سطح دریا واقع شده است.